# Delias mandaya
Delias mandaya é uma espécie de borboleta pierina endémica de Mindanau, nas Filipinas. O seu habitat localiza-se nas Montanhas Tagubud, em Mindanau. Pode ser uma subespécie de Delias levicki.